# انتخابات سراسری تایوان (۲۰۲۴)
انتخابات سراسری تایوان (چینی: 中華民國 第十六 屆 總統 、 副 總統 選舉) (انگلیسی: 2024 Taiwan general election) هشتمین دوره انتخابات مستقیم ریاست‌جمهوری در تایوان است که در سیزدهم ژانویه ۲۰۲۴ برگزار شد. رئیس‌جمهور  فعلی تسای اینگ-ون از حزب پیشروی دموکرات (DPP) به دلیل اینکه دوبار متوالی به عنوان رئیس‌جمهور انتخاب شده بنابراین واجد شرایط شرکت در این دوره از انتخابات نیست. حزب حاکم DPP لای چینگ ته معاون فعلی رئیس جمهور را نامزد شرکت در انتخابات ریاست‌جمهوری کرد.

## نظام انتخاباتی
کاندیداهای ریاست جمهوری و معاونان ریاست جمهوری در همین کمپین انتخاب می‌شوند، با استفاده از رأی دهی گذشته. این انتخابات هفتمین انتخابات رئیس‌جمهور و معاون رئیس‌جمهور خواهد بود، انتخابات ریاست جمهوری تا سال ۱۹۹۶ توسط مجمع عمومی مجلس نمایندگان به‌طور غیرمستقیم انتخاب می‌شدند.
۱۱۳ عضو قانونگذار پارلمان یوان توسط یک نظام انتخاباتی نخست‌نفری انتخاب می‌شوند که ۷۳ کرسی حوزه‌های انتخابی بر اساس جغرافیای (عمومی) از طریق نظام نخست نفری و ۳۴ نفر دیگر از فهرست نمایندگان متناسب (PR) و همچنین از طریق رای‌گیری احزاب ملی انتخاب می‌شوند.